# Trachea enarismene
Trachea enarismene là một loài bướm đêm trong họ Noctuidae.